# Eucharia flavescens
Eucharia flavescens är en fjärilsart som beskrevs av Charles Oberthür 1911. Eucharia flavescens ingår i släktet Eucharia och familjen björnspinnare. Inga underarter finns listade i Catalogue of Life.